# نیکولا پیلیچ
 نیکولا پیلیچ (انگلیسی: Nikola Pilić؛ زاده ۲۷ اوت ۱۹۳۹) یک تنیس‌باز اهل کرواسی است.